# Santa Clara, Oaxaca
Santa Clara är en ort i Mexiko.   Den ligger i kommunen Huautla de Jiménez och delstaten Oaxaca, i den sydöstra delen av landet, 280 km sydost om huvudstaden Mexico City. Santa Clara ligger 1 112 meter över havet och antalet invånare är 179.
Terrängen runt Santa Clara är varierad. Runt Santa Clara är det ganska tätbefolkat, med 120 invånare per kvadratkilometer. Närmaste större samhälle är Huautla de Jiménez, 12,8 km sydväst om Santa Clara. I omgivningarna runt Santa Clara växer i huvudsak städsegrön lövskog.